# ليمون بيكا
ليمون بيكا (بالإسبانية: Limón de Pica)، هو نوع من الليمون الحامض يسمى (الليم) طعمه حامض بشكل غير عادي، يوجد في واحة مدينة بيكا - صحراء أتاكاما، تشيلي، تم تسميته عام 2010، تتميز البيئة التي يزرع فيها بمناخ محلي معتدل.
ان النسخة الأصلية من الويسكي الحامض التي اخترعها إليوت ستاب في إيكويكو عام 1872، كانت مصنوعة منهُ.